# Philadelphia 76ers 1999-2000
La stagione 1999-2000 dei Philadelphia 76ers fu la 51ª nella NBA per la franchigia.
I Philadelphia 76ers arrivarono terzi nella Atlantic Division della Eastern Conference con un record di 49-33. Nei play-off vinsero il primo turno con i Charlotte Hornets (3-1), perdendo poi la semifinale di conference con gli Indiana Pacers (4-2).

## Roster
| N° | Naz.                   | Ruolo | Sportivo        | Anno | Alt. | Peso |
| -- | ---------------------- | ----- | --------------- | ---- | ---- | ---- |
| 3  | Stati Uniti (bandiera) | G     | Allen Iverson   | 1975 | 183  | 75   |
| 5  | Stati Uniti (bandiera) | G     | Kevin Ollie     | 1972 | 193  | 88   |
| 7  | Croazia (bandiera)     | A     | Toni Kukoč      | 1968 | 208  | 87   |
| 8  | Stati Uniti (bandiera) | G     | Aaron McKie     | 1972 | 196  | 95   |
| 9  | Stati Uniti (bandiera) | A     | George Lynch    | 1970 | 203  | 99   |
| 11 | Stati Uniti (bandiera) | G     | Ira Bowman      | 1973 | 196  | 88   |
| 12 | Stati Uniti (bandiera) | A     | Bruce Bowen     | 1971 | 201  | 84   |
| 14 | Stati Uniti (bandiera) | C     | Nazr Mohammed   | 1977 | 208  | 100  |
| 20 | Stati Uniti (bandiera) | G     | Eric Snow       | 1973 | 191  | 86   |
| 21 | Stati Uniti (bandiera) | G     | Larry Hughes    | 1979 | 196  | 83   |
| 30 | Stati Uniti (bandiera) | GA    | Billy Owens     | 1969 | 203  | 100  |
| 33 | Stati Uniti (bandiera) | A     | Jumaine Jones   | 1979 | 203  | 99   |
| 40 | Stati Uniti (bandiera) | A     | Tyrone Hill     | 1968 | 206  | 109  |
| 41 | Stati Uniti (bandiera) | GA    | Antonio Lang    | 1972 | 203  | 93   |
| 42 | Stati Uniti (bandiera) | AC    | Theo Ratliff    | 1973 | 208  | 102  |
| 50 | Canada (bandiera)      | C     | Todd MacCulloch | 1976 | 213  | 127  |
| 52 | Stati Uniti (bandiera) | C     | Matt Geiger     | 1969 | 213  | 110  |
| 53 | Stati Uniti (bandiera) | C     | Stanley Roberts | 1970 | 213  | 129  |

## Staff tecnico
- Allenatore: Larry Brown
- Vice-allenatori: John Kuester, John Calipari, Maurice Cheeks, Randy Ayers